# 太仓港站
太仓港站是沪苏通铁路的一个中间站，位于江苏省太仓市沙溪镇。车站是货运中间站，服务太仓港，站内设有2条正线和3条到发线；车站货场接驳公路太仓港北疏港高速公路，占地20000平方米，设货物线2条，设牵出线1条。
太仓港站货场连接太仓港的疏港铁路专用线全长13千米，于2021年12月底正式通车运营，在港区设有2条装卸线。专用线承担太仓港区与沪苏通铁路之间的货物运输，于每日夜间的沪苏通铁路货运窗口期各接收和发出4列货车。

## 相邻车站
+